# 장변
장변(張弁, ?~?)은 신라의 장군이다.

## 생애
장보고(張保皐)의 부장인 그는 장보고의 명에 따라 정년(鄭年), 이순행(李順行) 등과 함께 청해진의 군대 5,000명을 이끌고  철야현(鐵冶縣)에서 김민주(金敏周)가 지휘하는 중앙군과 달구벌(達丘伐)에서의 김흔(金昕)이 지휘하는 민애왕의 군대를 상대로 차례로 승리해 민애왕을 죽인 뒤 김우징이 다음 왕으로 즉위하는 데 공을 세웠다.